# إكرام العاصي
إكرام العاصي (؟ - 1 أبريل 2013): شاعرة مصرية، وهي والدة الموسيقي محمد رحيم. ألفت العديد من الأغاني لأبرز المطربين في مصر والعالم العربي من أشهرهم: شيرين عبد الوهاب، نانسي عجرم، نوال الزغبي، وذكرى.

## أهم الأعمال
- شيرين عبد الوهاب: صبري قليل (2003).
- نانسي عجرم: أنا ليه (2004). الدنيا حلوة (2006). عيني عليك (2010).
- محمد محيي: ليه بيفكروني (2001). كنا زمان (2003).
- إيهاب توفيق: مشتاق (2003). حبك علمني (2005).
- حمادة هلال: مش هقول (2007).
- نوال الزغبي: ويلي يا هوا (2002). ياما قالوا (2006).
- شمس الكويتية: أهلا ازيك (2007).
- شهد برمدا: حالتي حالة (2010).
- كارول سماحة: وحياة هوانا (2004).
- ذكرى محمد: ذكرى ياليالي (2003).
- خالد عجاج: قالتلي خلاص (2001).

## وصلات خارجية
- إكرام العاصي على موقع ديسكوغز (الإنجليزية)